# Tužbina
Tužbina je nenaseljeni otočić na izlazu iz uvale Kosirina, na istočnoj obali otoka Murtera. Od Murtera je udaljen oko 250 metara. Najbliže naselje su Jezera.
Površina otoka je 11.909 m2, duljina obalne crte 445 m, a visina 11 metara.